# Alfonso Albéniz
Alfonso Albéniz Jordana, né le 1er janvier 1886 à Barcelone et mort le 27 septembre 1941 à Estoril, est un ancien footballeur, dirigeant sportif et diplomate espagnol.

## Biographie
Fils du célèbre compositeur Isaac Albéniz et marié à Rosalie de Swert (divorcée avec deux enfants du comte Adelin Le Grelle), il en eut 2 filles : Teresita, dite Diane, épouse d'André Ciganer, et Cécilia, morte accidentellement. Il est le grand-père de Cécilia Attias.
Joueur du FC Barcelone, puis du Real Madrid, il est le premier joueur à passer de Barcelone à Madrid. Il remporta plusieurs titres avec ces deux clubs.
Il devient par la suite directeur du Real Madrid et premier président du Colegio Nacional de Árbitros (es).
Internationaliste, il devient ensuite secrétaire général de l'Association espagnole pour la Société des Nations et directeur du bureau d'information du comité fédéral à Genève. Membre du secrétariat de la SDN, il est par ailleurs le délégué de l'Espagne à la conférence pour la réduction et la limitation des armements (conférence mondiale pour le désarmement).